# Ascocentrum himalaicum
Ascocentrum himalaicum là một loài thực vật có hoa trong họ Lan. Loài này được (Deb, Sengupta & Malick) Christenson mô tả khoa học đầu tiên năm 1987.